# Гней Флавий
Гней Флавий (на латински: Gnaeus Flavius) e политик и юрист на Римската република от края на 4 век пр.н.е. Син е на освободен.
Гней Флавий е юрист и секретар с функцията scriba pontificius на консула Апий Клавдий Цек. Пише юридически формули. През 305 и 304 пр.н.е. Гней Флавий е вероятно народен трибун. През 304 пр.н.е. печели изборите и става курулен курулен едил.